# صناعة الطيران الرومانية
صناعة الطيران الرومانية هي شركة رومانية في مجال صناعة الطيران. تقع بالقرب من براشوف في رومانيا، ويبلغ عدد موظفيها 1200 اختصاصي، يتضمنوا أكثر من 170 مهندس. تعمل الشركة على تطوير وصيانة المروحيات والطائرات الخفيفة.

## وصلات خارجية
- الموقع الإلكتروني